# Aalst
Aalst (im lokalen Dialekt Oilsjt, französisch Alost) ist eine belgische Stadt (Provinz Ostflandern) mit 90.995 Einwohnern (1. Januar 2024), die im Niederländischen Aalstenaars genannt wird. Sie befindet sich etwa 24 Kilometer nordwestlich von Brüssel in der Denderstreek (an der Dender) und ist Verwaltungssitz des Arrondissements Aalst.
Das ehemalige Rathaus der Stadt, dessen Belfried ein 52-Glocken-Carillon enthält, wurde Anfang des 13. Jahrhunderts erbaut und ist das älteste Belgiens. 1473 gründete Dirk Martens in Aalst die erste Buchdruckerei der Niederlande. Die Stadt fiel 1667 während des Devolutionskriegs zusammen mit Südflandern an Frankreich und wurde während der beiden Weltkriege von deutschen Truppen besetzt.

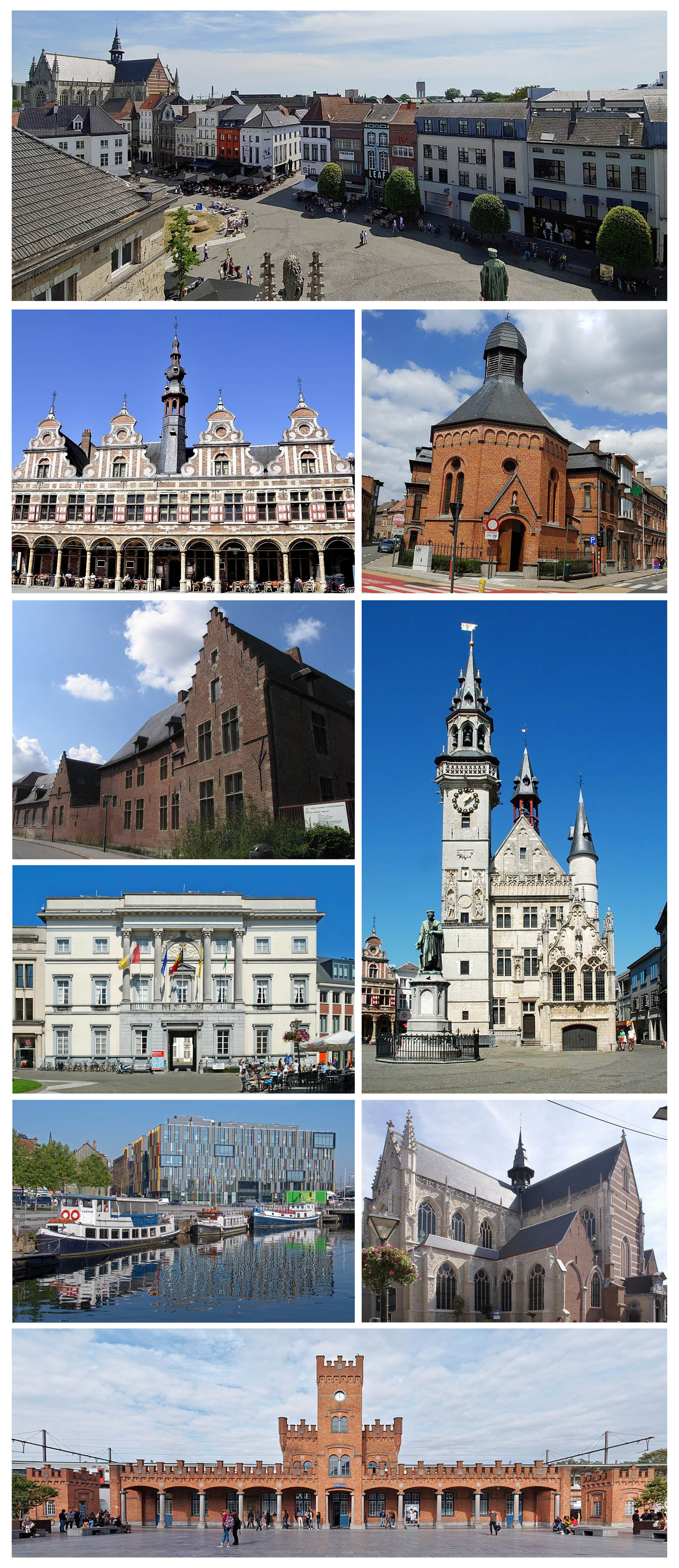
Collage von Aalst.

Aalst ist Karnevalshochburg und Zentrum der belgischen Schnittblumenzucht. Wichtigster Wirtschaftsfaktor ist die Textilindustrie. Im Umland wird Hopfen für das traditionelle Brauereigewerbe angebaut. Die Stadt ist für ihre Bierspezialitäten, Aperitifs und Schokolade wohlbekannt.

## Geographie
Geographisch liegt Aalst im Zentrum Belgiens, ungefähr auf halbem Wege zwischen Gent und Brüssel. Das Zentrum von Aalst liegt größtenteils im Tal der Dender etwa 10 Meter über NN. Von der Dender steigt das Niveau in Richtung des großen Marktes auf etwa 12 Meter. Der höchste Punkt von Aalst liegt auf halbem Wege zwischen Aalst-Zentrum und der Teilgemeinde Herdersem auf 30 Meter über NN. Im Osten, Südosten, Süden und Südwesten Aalsts liegen Hügellandschaften, im Osten außerdem das Pajottenland mit einigen Punkten, die beinahe 100 Meter hoch liegen. Im Süden und Südwesten handelt es sich um die Vorhügel der Flämischen Ardennen, mit einer Höhe zwischen 60 und 85 Metern. Der Molenbeek-Ter Erpenbeek verläuft durch Aalst und Hofstade.

## Geschichte

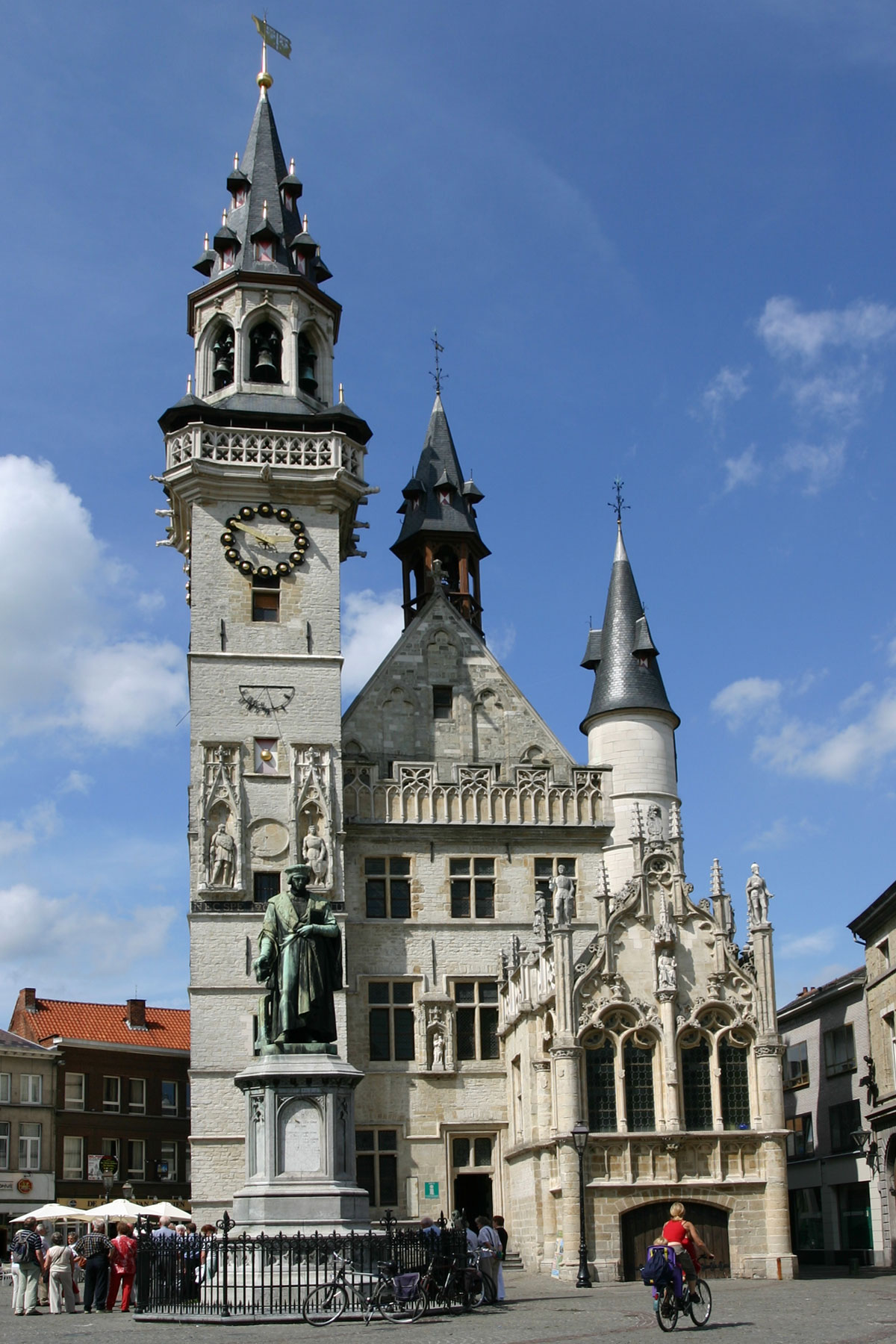
Rathaus und Belfried von Aalst

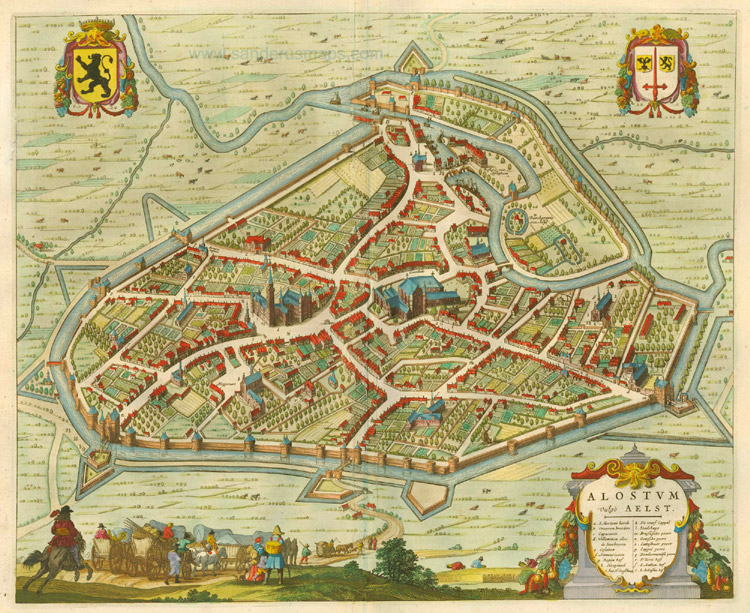
Aalst im Jahr 1651 von J. Blaeu

Aus antiken Funden kann geschlossen werden, dass das Gebiet um Aalst schon zur Zeit des Römischen Reichs besiedelt war. Die Entstehungszeit der heutigen Stadt ist unbekannt; sicher ist, dass Aalst auf der kleinen Flussinsel „Chipka“ in der Dender entstand. Diese Insel ist heute Teil der Gegend De Molendries. Erst vor einigen Jahren wurden alle Flussarme der Dender überbrückt oder überbaut, so dass sie heutzutage nicht mehr sichtbar sind, wodurch man die eigentliche Insel nicht mehr im Stadtbild erkennen kann.
870 ist Aalst als eine Burg bezeugt und es wird vermutet, dass die eigentliche Stadt noch vor 1000 gegründet bzw. die Ansiedlung aufgrund der strategisch bedeutsamen Lage am Schnittpunkt des Flusses Dender mit der Straße von Brügge nach Köln an der flämisch-brabantischen Grenze zu einer Stadt mit Hafen ausgebaut wurde. Seit der fränkischen Zeit lag das Land von Aalst im Brabantgau.
Nachdem die Teile des Gaues zwischen Schelde und Dender 1046 durch Graf Balduin V. von Flandern erobert wurden, konnte das Land von bzw. die spätere Grafschaft Aalst mit der Stadt als Mittelpunkt noch ein Jahrhundert lang eine gewisse Selbständigkeit bewahren. Aalst lag nun innerhalb Reichsflanderns, das ein Lehen des Heiligen Römischen Reiches darstellte. Die Herzöge von Brabant-Lothringen versuchten noch zwei weitere Jahrhunderte den Anspruch ihres Oberlehnsrechtes über Aalst geltend zu machen. Die Wappenfarben Aalsts enthalten noch immer jene von Lothringen: Weiß und Rot. Kirchlich gehörte Aalst zunächst noch zum Erzdiakonat Brabant, später zum Erzdiakonat Brüssel des Erzbistums Kammerich (Cambrai). Nach der Bistumsreform im 16. Jahrhundert gehörte es zum Erzbistum Mecheln. Die Aalster Gemeindeteile Baardegem und Meldert gehörten im Gegensatz zu Aalst bis 1795 zur Freiheit von Asse im Herzogtum Brabant.
Die (seit 964 nachweisbare) Adelsfamilie, der Balduin V. die Regierung der Grafschaft Aalst anvertraute, hatte zuvor die Vogtei über Güter der Abtei Sint Pieter zu Gent besessen. Ihre Mitglieder führten zunächst keinen Grafentitel, sondern regierten als Herren von Aalst. Um 1076 kam das Waasland zur Grafschaft Aalst. Auf Boudewijn I. folgte 1081 dessen Sohn Boudewijn II. als Herr von Aalst, der 1097 während der Belagerung von Nicäa starb. Boudewijn III. wurde Nachfolger seines Vaters Boudewijn II. und regierte bis 1127. Iwein, ein Bruder Boudewijns III., unterstützte Dietrich von Elsass gegen Wilhelm Clito, der 1128 bei der Belagerung von Aalst den Tod fand. Mit der Erlaubnis Dietrichs wurde Iwein nun Nachfolger seines Bruders und führte als erster seiner Familie den Titel comes. 1145 folgte Iweins Sohn Dirk, der 1166 kinderlos starb, woraufhin die Grafschaft Aalst mit Flandern vereinigt wurde.
Seit 1384 gehörte Aalst zu den Burgundischen Niederlanden. Damit endete die Zeit der exponierten Lage der Stadt an der Grenze der Grafschaft Flandern.
Aalst verdankte früher seinen Wohlstand unter anderem dem Hopfenanbau. Während der Blütezeit von Aalst im 15. Jahrhundert war die Gilde der Weber sehr einflussreich. Der um 1446 in Aalst geborene Dirk Martens (auch u. a.: Thierry Martens, Dirck Martens, Theodoricus Martinus, Theodoricus Martini Alostanus) gründete hier 1473 die erste Buchdruckerei der Niederlande. Ihm wurde 1856 eine Statue von Jean Geefs (1825–1860) errichtet. 1578 wurden die Befestigungsanlagen Aalsts unter Johannes Corputius’ Leitung ausgebaut. Während des Dreißigjährigen Kriegs hatte die Stadt schwer durch die Spanier zu leiden. 1667, während des Devolutionskriegs, eroberte der französische Marschall Turenne Aalst nach viertägiger Belagerung und ließ die Festungswerke schleifen. Die Stadt entfaltete eine blühende Textilindustrie und stand bis 1706 unter französischer Herrschaft, als sie nach der Schlacht bei Ramillies wieder an Flandern zurückfiel. 1734 wurde sie erneut von den Franzosen besetzt.
Am 14. Dezember 1813 warfen preußische Truppen die Franzosen bei Aalst zurück. Im 19. Jahrhundert kam es durch die Industrielle Revolution zu sozialen Unruhen. Während beider Weltkriege wurde die Stadt von deutschen Truppen erobert, die sie von September 1914 bis November 1918 bzw. von Mai 1940 bis September 1944 besetzt hielten. Während der Kampfhandlungen erlitt Aalst schwere Zerstörungen.

### Wappen
Der Aalster Wappenschild ist ein Entwurf des Silberschmiedes Nicolaas Colijn. Er entwarf es 1394 für die Stadt als Stadtsiegel für Hafenangelegenheiten. Das Wappen zeigt in der Mitte ein Schwert, welches die rechtliche städtische Autonomie und die militärische Widerstandskraft der Stadt symbolisieren soll. Als Symbol der Zugehörigkeit zur Grafschaft Flandern und zum Heiligen Römischen Reich Deutscher Nation stehen daneben jeweils der flämische Löwe und der Doppeladler des Reichs in ihren Wappenschildern.

## Stadtgliederung
Neben Aalst selbst umfasst die Fusionsgemeinde noch die Teilgemeinden Baardegem, Erembodegem, Gijzegem, Herdersem, Hofstade, Meldert, Moorsel und Nieuwerkerken.
| Nr.  | Name                | Fläche (km²) | Einwohner 01/01/2010 | Bevölkerungsdichte (inw./km²) | Eingemeindet im Jahre |
| ---- | ------------------- | ------------ | -------------------- | ----------------------------- | --------------------- |
| I    | Aalst               | 18,96        | 42.204               | 2.226                         |                       |
| II   | Baardegem           | 6,20         | 1.889                | 305                           | 1977                  |
| III  | Erembodegem         | 10,81        | 10.900               | 1.008                         | 1977                  |
| IV   | Gijzegem            | 4,66         | 3.247                | 697                           | 1977                  |
| V    | Herdersem           | 5,33         | 2.577                | 483                           | 1977                  |
| VI   | Hofstade            | 6,59         | 5.787                | 878                           | 1977                  |
| VII  | Meldert             | 8,82         | 2.868                | 325                           | 1977                  |
| VIII | Moorsel             | 9,43         | 4.709                | 499                           | 1977                  |
| IX   | Nieuwerkerken       | 7,28         | 5.854                | 804                           | 1977                  |
|      | Groß Aalst (Gesamt) | 78,11        | 80.035               | 1.025                         |                       |

### Faluintjes
Bei den Faluintjes handelt es sich um eine Regionalbezeichnung für die vier alten Gemeinden Baardegem, Herdersem, Meldert en Moorsel. Strenger gesehen gilt die Bezeichnung eigentlich nur für die Teile von der Molenbeek in Meldert. Im Laufe der Zeit taucht ihr Name in verschiedenen Varianten auf: falloerden (1417), fallanten (1458), falaën, fauluynten (1727), fallontjens (1779), faillanten (1821) en falaentenbosch en -meersch. „Falloerden“ waren Reisigbündel oder Holzbündel aus Weiden- und Eschenholz, Baumarten also, die früher hier in Massen zu finden waren. Eine andere mögliche Erklärung betrifft das französische Wort falun. Die Faluintjesgemeinden kann man durch vier Spazierrouten entdecken, deren Beginn jeweils in einem der Dörfer liegt.

#### Baardegem
Der Name stammt kommt von Bardingaheim, was so viel bedeutet wie „der Wohnort derer von Bardo“. Es gehört zusammen mit Herdersem, Meldert en Moorsel zu den sogenannten „Faluintjesgemeenten“. Von diesen waren Baardegem und Meldertin der karolingischen Zeit Teil des Brabantgaus und bis zum Brüssler Quartier (Bezirk) des Herzogtums Brabant, während Herdersem und Moorsel immer zur Grafschaft Flandern gehörten. Sehenswert sind die Pastorei (Baardegem-Dorp 48), die St. Margarethakirche (Baardegem-Drop) und der Bahnhof Baardegem (Spoorstraat). Das Dorf kannte einen jährlich ausgetragenen Wettkampf, die Runde von Baardegem, in der Radrennfahrer quer durch das Café „Maxens“ fuhren. Da dieses jedoch 2002 abbrannte, ging damit eine lange Tradition verloren.
Geboren in Baardegem
- Jan Frans Vonck (29. November 1743 – 1. Dezember 1792) war Anführer der Vonckisten während der Brabanter Revolution.
- Hans Bourlon (13. März 1962) ist eine flämische Medienpersönlichkeit und steht dem Studio 100 vor.

Bevölkerungsentwicklung
Quelle NIS
Anmerkungen:1806 bis 1970 = Volkszählungen;  1976 = Einwohnerzahl am 31. Dezember

#### Herdersem

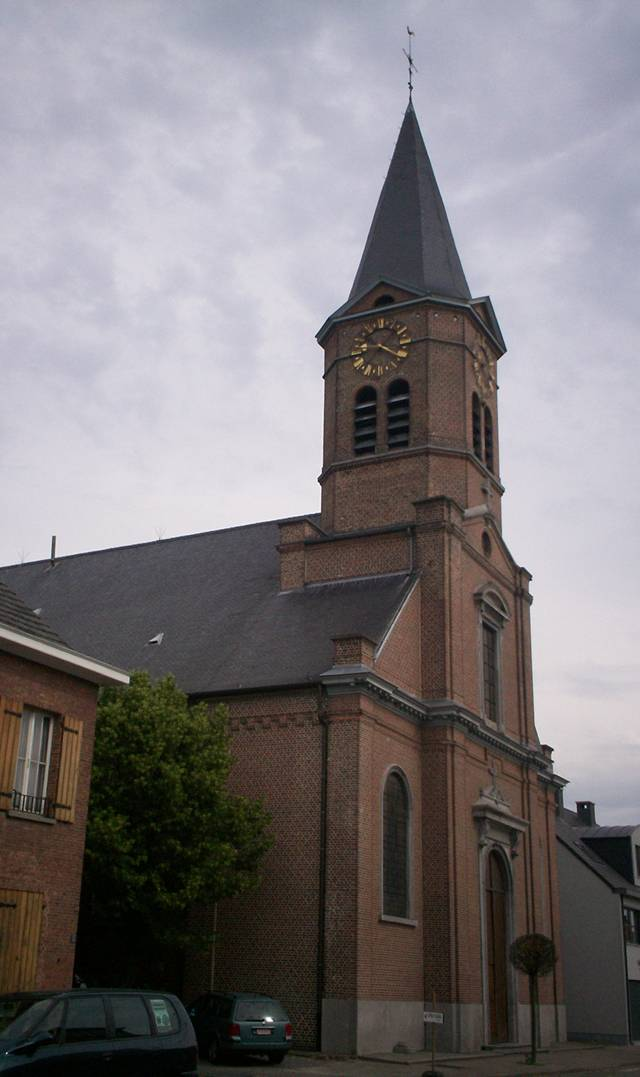
Liebfrauen-Himmelfahrtskirche

Herdersem ist eine der vier „Faluintjesgemeenten“ und grenzt an Aalst, Moorsel, Hofstade, Gijzegem und Wieze. Der Name Hardigisheim bezeichnet das Heim des Hardigis oder Harding. Herdersem ist vor allem für seine sehr lebendige St. Antoniusverehrung und -prozession am Wochenende um den Festtag des Hl. Antonius Abbas (17. Januar) bekannt. Aller Wahrscheinlichkeit nach war Herdersem bereits im siebten Jahrhundert bewohnt. Das Gebiet wurde durch eine Befestigung auf dem Platz Ham geschützt. Etwa 868/69 taucht der Name Hardigisheim in der Besitzliste der Abtei von Lobbes auf. Im 11. Jahrhundert kam das zur Grafschaft Flandern gehörige Dorf in den Besitz derer von Herdersem. Es wechselte ab dem 13. Jahrhundert mehrere Male den Herrn, bis es 1619 in den Besitz der Familie Valdez kam und zu einer Baronie aufstieg.
Ab dem 20. Jahrhundert verliert die Landwirtschaft mehr und mehr an Bedeutung und erste Formen von Industrie siedeln sich an: Betonhersteller und eine Fabrik für Textilmaschinen. 1976 wird das bis dahin unabhängige Herdersem trotz des Protestes einiger Einwohner nach Aalst eingemeindet. Ebenso wie für andere Orte gibt es auch Spottnahmen für Bewohner von Herdersem, nämlich „Meiviskoppen“ (Maifischköpfe – während der Maikirmes wurde der durch umliegende Fischer in großen Mengen angebrachte Maifisch in Herdersem verzehrt) und „Walen“ (Wallonen, da die umliegenden Gemeinden den stark abweichenden Herdersemer Dialekt nur mit Mühe verstehen können), wobei Letzteres weniger Gebrauch findet.
Sehenswertes

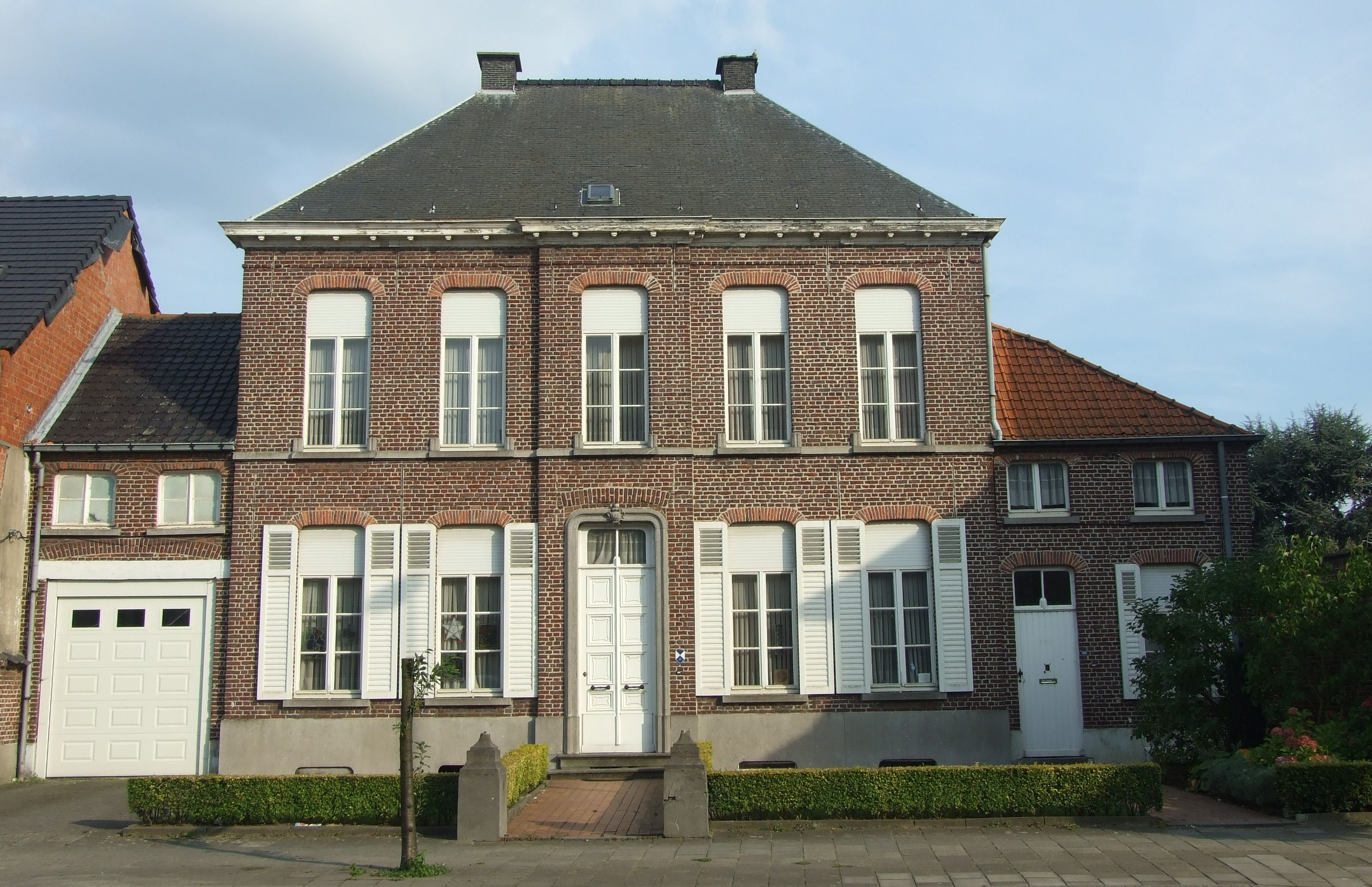
Pastorei

Sehenswert sind die Sakristei von 1764 der vormaligen Parochiekirche, die heutige Liebfrauen-Himmelfahrtskirche (1859–1861) mit Van Peteghem-Orgel, die Pastorie von 1866; die backsteinerne OLV ten Beeldeken Kapelle aus dem 15. Jahrhundert, zahllose Wegkapellen aus dem 19. Jahrhundert, das Büstenbild von Alfons De Cock, das Sashaus (1768–1769, 1865 renoviert), das spätklassizistische Herrenhaus de Liser (erbaut 1817) und der Monnikenhof im Kern aus dem 17. Jahrhundert, die alte Sasbrücke von 1860, die 1970 versetzt wurde, Reste der beemdlandschappen an der alten Dender im pittoresken Denderland. Highlights des Jahres in Herdersem sind das Event Herderrock, die St. Antoniuskermis und der folkloristische St. Antoniusstoet. Neben dem Autor und Völkerkundigen Alfons De Cock (1850–1921) ist auch der Priester und Doktor der germanischen Philologie Jozef De Cock (1877–1944) hier geboren. Das Dorf liegt auf dem Radweg durch die Denderstädte.

#### Meldert

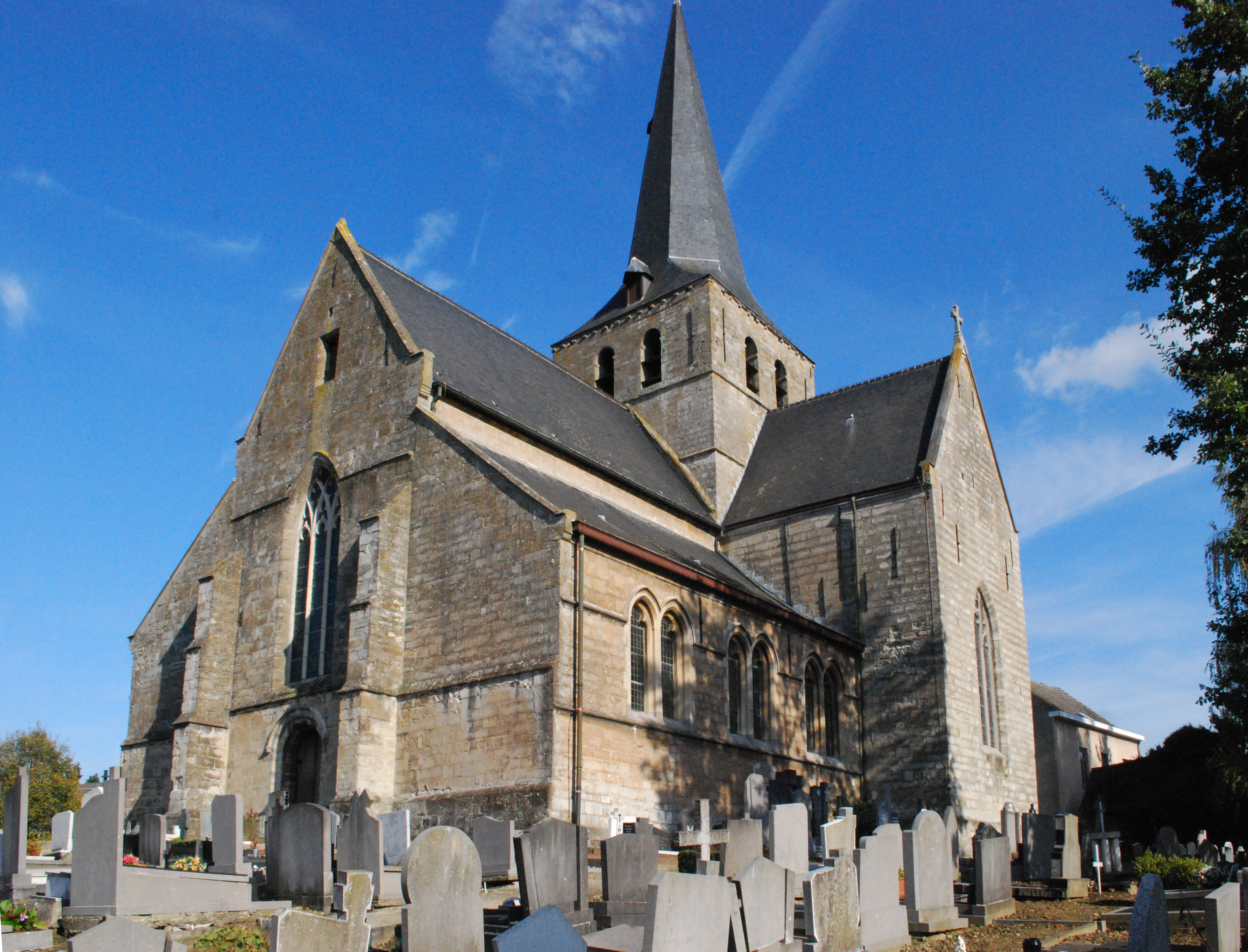
St. Walburgakirche zu Meldert

Erstmals 1151 anlässlich einer Übereinkunft zwischen der Abtei von Affligem und Bernerus, dem Herrn von Moorsel, erwähnt. Die Schreibweise blieb seitdem unverändert. Die Bedeutung ist jedoch nicht gesichert, allerdings wurde der Name auch schon von einer Pflanze abgeleitet, Melde oder Milde, die zu den spinatartigen Gemüsen zählt. Meldert würde demzufolge Grund mit Meldekraut bedeuten.
Das Dorf gehörte zum Land von Asse und war somit Teil des Herzogtums Brabant. Die Herren von Asse übten hier ihre Herrschaftsrechte aus. Auch die Herren von Moorsel und Wieze hatten Eigentümer auf Kokerij und Nievel, zwei belangreichen Gebieten von Meldert. Der Großteil des Dorfes gehörte zur nahegelegenen Abtei von Affligem, während auch die Frauenabtei von Vorst hier ausgestreckte Domänen besaß. Bis 1259 gehörte Baardegem mit Meldern zu einer Parochie.
Blüte und Niedergang von Meldert hingen sehr eng mit der Affligemser Abtei zusammen. Zu ihrem Besitz gehörten auch die sehenswerten Höfe te Mutsereel und te Putte.
Die Affligemser Besitzungen zu Meldert machten sich vor allem durch die Ausbeutung örtlichen Sandsteingruben bezahlt, von denen der Stein über die Dender bei Herdersem in große Teile Europas verschifft wurde. Genau wie die Abtei Affligem wurde Meldert gebrandschatzt und vom 14. bis 18. Jahrhundert zerstört. Ungefähr ein Drittel der Fläche des Dorfes bestand bis zum 18. Jahrhundert aus Wald. Der Kravaalbos ist heute ein Überbleibsel davon.
Meldert ist die ländlichste und grünste der vier Faluintjesgemeenten. Es war das Zentrum des Hopfenanbaus im Landstrich zwischen Asse und Aalst und wurde deswegen auch Klein Poperinge genannt, nach dem für Hopfenanbau bekannten Ort Westflanderns. Der Meldert-Weiher ist ein Überbleibsel der großen Weiher, die die Affigemser Abtei in der Gegend zur Fischzucht und zum Betrieb der Wassermühlen angelegt hatte. Die schöne Mühle (De Mooie Molen) am Ufer, im Kern aus dem 16. Jahrhundert stammend, ist noch ein typisches Beispiel.
Neben den obengenannten Höfen ist der dreieckige Dorfplatz ein Überbleibsel aus der fränkischen Zeit sehenswert, ebenso wie auch die aus dem 14. Jahrhundert stammende Sint-Walburgakerk (mit Van Peteghem-Orgel) aus lokalem weißen Sandstein mit Kirchhof und Mauer um die Kirche, die nahegelegene Pastorie, die von merkwürdigen Bäumen umgebene St. Rochuskapelle aus dem 16. Jahrhundert und eine große Anzahl an Wegkapellen und Gehöften.
Das Wappen besteht aus zwei Schilden: Der rechte von Silber mit einem schwarzen Löwen, bewehrt und bezungt von Rot; der linke Schild ist gespalten
Rot mit einem silbernen Degen und zwei gekreuzten silbernen Schlüsseln mit nach oben außen gekehrten Bärten links sowie einem dem schottischen Wappen ähnelnden Schild rechts.

#### Moorsel

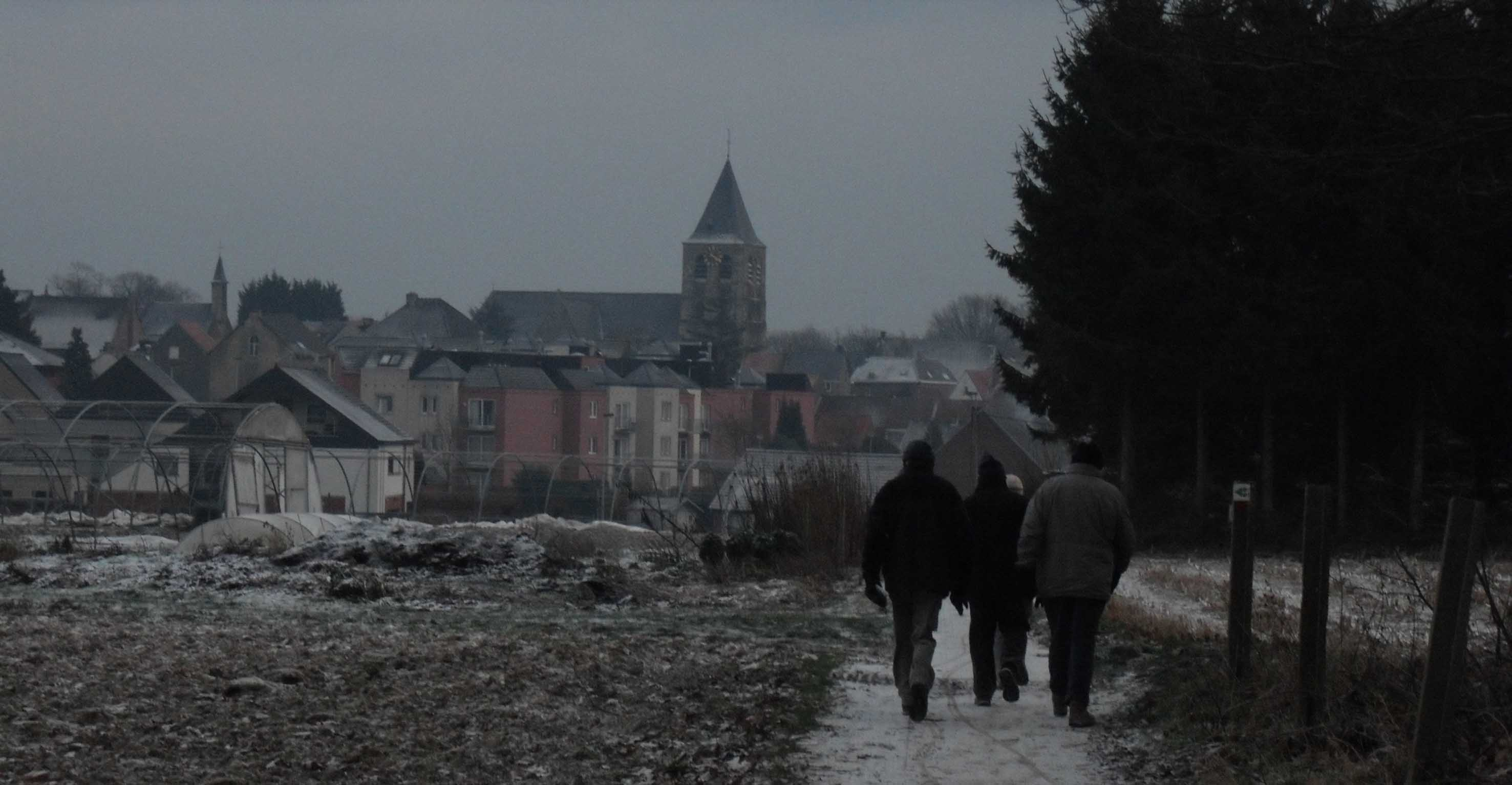
Moorsel im Winter

Die letzte der Faluintjesgemeinden, Moorsel, hat wie andere Dörfer auch eine populäre Volksfigur, ein echtes Urgestein und Original, nämlich Pee Klak oder Domien Camiel De Rop.
Jährlich wird in einer dieser Gemeinden das folkloristische Fest „Pikkeling“ organisiert.  Der Tradition gemäß wird am Sonntag des Festes ein handgemachtes „Pikkelingjuwel“ geworfen, das jedes Jahr neu durch Goldschmiedin Veronique De Proft hergestellt wird. Längs der alten Eisenbahnroute „Leireke“, von Aalst nach Londerzeel verlaufend, lässt es sich gut spazieren oder fahrradfahren.
Ungefähr im Zentrum befindet sich die aus Melderter Sandstein errichtete St. Gudulakapelle, die eine Erinnerung an die Moorseler Legende von der Brüsseler Heiligen Gudula darstellt und die von einer japanischen Hotelkette in Osaka als Kopie nachgebaut wurde. Das Wasserkastell von 1520 wurde im Auftrag des Kardinalabts von Affligem, Karel von Croy, gebaut. Es war bisher immer bewohnt.
In Moorsel ist auch ein Zweig der flämischen Jugendorganisation Chiro, sowie KLJ Moorsel niedergelassen (seit 1933, ursprünglich nur für Mädchen zugänglich).

### Übrige eingemeindete Orte

#### Erembodegem
Erembodegem liegt zu beiden Seiten der Dender, das linke Ufer wird „die gute Seite“ genannt, des rechte ist dagegen „die schlechte Seite“.
1976 wird aus der damals noch selbständigen Gemeinde das Dorf Terjoden der Fusionsgemeinde Haaltert zugeschlagen, 1977 wird Erembodegem selbst nach Aalst eingemeindet.
Bekannte Einwohner
- Louis Paul Boon (Aalst, 15. März 1912 – Erembodegem, 10. Mai 1979), flämischer Autor
- Sabine Appelmans (22. April 1972), ehemalige flämische Profitennisspielerin
- Patrick Bernauw (* 1962), flämischer Autor
- Roger Moens (26. April 1930), früherer flämischer Athlet
- Dom Modest van Assche (18. Mai 1891 – Brugge, 30. Oktober 1945) einstiger Abt der Abtei St. Peters von Steenbrugge te Assebroek
- Louis De Pelsmaeker, ehemaliger Sportjournalist

#### Gijzegem
Sehenswürdigkeiten
- Die klassizistische St. Martinskirche von 1772 mit denkmalgeschützter Orgel der Familie Peteghem.
- Ein erst 1960 wiederentdeckter Pranger.
- Schloss, 1614 verwüstet und durch ein neues ersetzt, das 1809 modernisiert und selbst 1954 wiederum abgerissen und durch einen an den Vorgängerbau erinnernden Neubau ersetzt wurde. Vom ursprünglichen Landgut der Familie Goubau, Herren von Gijzegem und Mespelare, ist nur noch ein malerischer Hof der Pachthof und das Eingangsportal erhalten geblieben.
- Paters Oblaten van Maria – Haupthaus des Scholastikates gelegen in der Vereeckenstraat
- Mutterhaus der Schwestern des hl. Vicentius a Paulo, gelegen in der Pachthofstraße, gestiftet durch Elisabeth de Robiano, Baroness le Candèle.

Bevölkerungsentwicklung
Quellen: NIS und Stadt Aalst
Anmerkungen: 1806 bis 1970 = Volkszählungen; 1976 und 2001 = Einwohnerzahl am 31. Dezember; 2007 = Einwohnerzahl am 1. Januar

#### Hofstade
Der Ursprung des Dorfes Hofstade ist auf eine Niederlassung zurückzuführen, die schon zwei Jahrhunderte vor Christus bestand, als die ursprünglich keltische Bevölkerung durch die über den Rhein ziehenden Nervier vertrieben wurde bzw. sich teilweise mit ihnen vermischte.
Eine kleine Niederlassung befand sich in dieser Zeit am Vondelbach am südlichen Fuße des Steenbergs bei Sint-Kornelis-Horebeke. Sehr wohl handelte es sich um einige Hufen, Urnen- und Brandgräber zeugen von ihrem einstigen Bestehen.
In der römischen Periode gab es hier eine römische Niederlassung mit einem Tempel auf der Spitze des Steenberges. Das Dorf hatte bereits einige Geschäfte und der Tempel op 'fanum' wurde nicht allein von Dorfbewohnern, sondern auch von Wallfahrtsgängern besucht. Die Opfergruben geben davon Zeugnis ab.
Der Tempel wurde durch einen Brand zerstört und im Jahre 150 n. Chr. wurde ein neuer nach keltischer Tradition errichtet. Eine luxuriöse Villa von 9 mal 20 Metern mit Zentralheizung datiert ebenfalls aus dieser Zeit.
Bei der fränkischen Landnahme wurden erst die entwaldeten Gebiete in Besitz genommen. Eine fränkische Niederlassung befand sich in der Nähe der heutigen Lage von der Blekte. Am Kaiser „de Keizer“ (das Ende des Molenkouter) befand sich damals das Landgut der Familia Hasso, später der Hof von Essegem.
Ab dem 12. Jahrhundert wurden mit aller Tüchtigkeit die Waldbestände gerodet und durch Kulturlandschaft ersetzt. Hufen entstanden. Dieser Zeit entstammen der Königshof (1400 verschwunden) der Reutelhof, der Hof zu Ginderneder, der Hof zu Kokenen, zu Wachene, zum Walde (ten Bos) und zum Bach (ter Beke), (het Gooiken, dessen Grachten erst vor kurzen eingeebnet wurden). Es gab auch zwei Kastelle: Das Kasteel ten Bos op de Kamdries (in der zweiten Hälfte der Zijpstraat) und das Kastell te Wachene, das 1468 Eigentum von Gelein vuter Swane, Hoogbaljuw von Aalst war.
Am Molenbeek standen zwei mittelalterliche Wassermühlen: Die Middelmolen auf dem Molenkouter und die Overmolen op de Blekte sowie eine weitere Mühle an der Dender, die Nedermolen oder Kerkhofmolen. 1384 wurde eine neue Windmühle auf dem Weiveld gebaut, wo bereits zuvor auch schon eine stand. Die Ortsnamen mit 'Kam' verweisen auf die mittelalterlichen Brauereien: Der Kamdries, der Merenpraetkam und Kammeers, nahe an der heutigen Kammenstraat.
Das Wappen wurde am 29. April 1818 verliehen und am 1. September 1932 angepasst. Das Original spezifizierte keine Hintergrundfarbe und keine Farbe für die Bewehrung der (Turtel?)Taube. Die Bedeutung der Taube auf dem Wappen ist unbekannt, da keine historischen Siegel der Gemeinde überliefert sind. Die Taube wurde 1813 bei der Anfrage nach einem Wappenschild wahrscheinlich als Friedenssymbol gewählt worden, schließlich hält die Taube auch einen Olivenzweig mit ihrem Schnabel fest.
Sehenswert ist die Liebfrauenkirche mit ihrem erhaltenen und denkmalgeschützten Kirchhof. Der Molenbeek-Ter Erpenbeek verläuft durch Hofstade.
Seit 2004 besteht das Sportimonium.

#### Nieuwerkerken
Nieuwerkerken besteht aus den Siedlungsbereichen Bremt, Dries, Edixvelde, Laar, Maal, Pijpenbeek, Restert en Zurendries. Der Name „Nieuwerkerken“ wird seit 1480 verwendet. Früher schrieb man das Dorf „Nieukercke“, ab 1378 „Nuwerkerken“ und im Lateinischen wurde es als „Nova Ecclesia“ bezeichnet. Das Wappen mit einer Kirche und drei behelmten Köpfen ist das Wappen der Familie Waepenaert, dessen Vertreter Jan van Waepenaert auch bei der Verleihung des Wappens durch königlichen Beschluss am 9. Oktober 1844 Bürgermeister war.
Nieuwerkerken liegt am Übergang des Dendertals zu einem leicht hügelartigen Gebiet. Das wird besonders an der Grenze in der Jeruzalemstraat (Erpe-Mere) sehr deutlich. Es herrscht ein größeres Höhengefälle von West nach Ost, der höchste Punkt befindet sich ungefähr 45 m über NN in der Bergstraat, das mit nur 15 m über NN niedrigste Gebiet ist jenes um „t Sluisken“, an der Grenze zu Aalst.
Verschiedene Bäche laufen durch, der Bremtbeek, Edixveldebeek, Zuidbeek, Laarbeek, Siesemgembeek und der Hoezebeek. Er bezeichnet auch den Namen des jeweiligen Siedlungskerns. So entspringt der Edixveldebeek in Edixvelde. Flussrichtung der Bäche ist grundsätzlich von West nach Osten, allesamt münden sie mehr oder weniger direkt in die Dender. Manche bilden die natürliche Grenze der Teilgemeinde.
Früher gab es drei Schulen in Nieuwerkerken: Die Jungengemeindeschule (wo sich nun die Bibliothek befindet), die gemischte Gemeindeschule in Edixvelde und die Mädchenschule im Kloster. Aus dieser wurde die Freie Grundschule „de Linde“ und in Edixvelde gibt es nun eine Vorschule. Im früheren Bankgebäude ist nun die KaHo Hochschule untergebracht.
Sehenswert sind die klassizistische Liebfrauen-Himmelfahrtskirche (1774) zzgl. der Pastorei, die St. Josefskirche zu Edixvelde (1960–62) sowie die Kastelle von Regelsbrugge und von Maal.
Das Buch De helaasheid der dingen (Deutscher Titel: Die Beschissenheit der Dinge) von Dimitri Verhulst (geboren in Aalst) spielt sich in der Gemeinde Reetveerdegem (Wortspiel: Fahr-weiter-gem) ab, die auf Nieuwerkerken. Sängerin Eva De Roovere wohnt in Nieuwerkerken.
Bevölkerungsentwicklung
Quellen: NIS und Stadt Aalst
Anmerkungen:1806 bis 1970 = Volkszählungen;  1976, 2001 = Einwohnerzahl am 31. Dezember;  2007 = Einwohnerzahl am 1. Januar

## Sehenswürdigkeiten

### Bedeutende Bauwerke
in der Altstadt von Aalst:

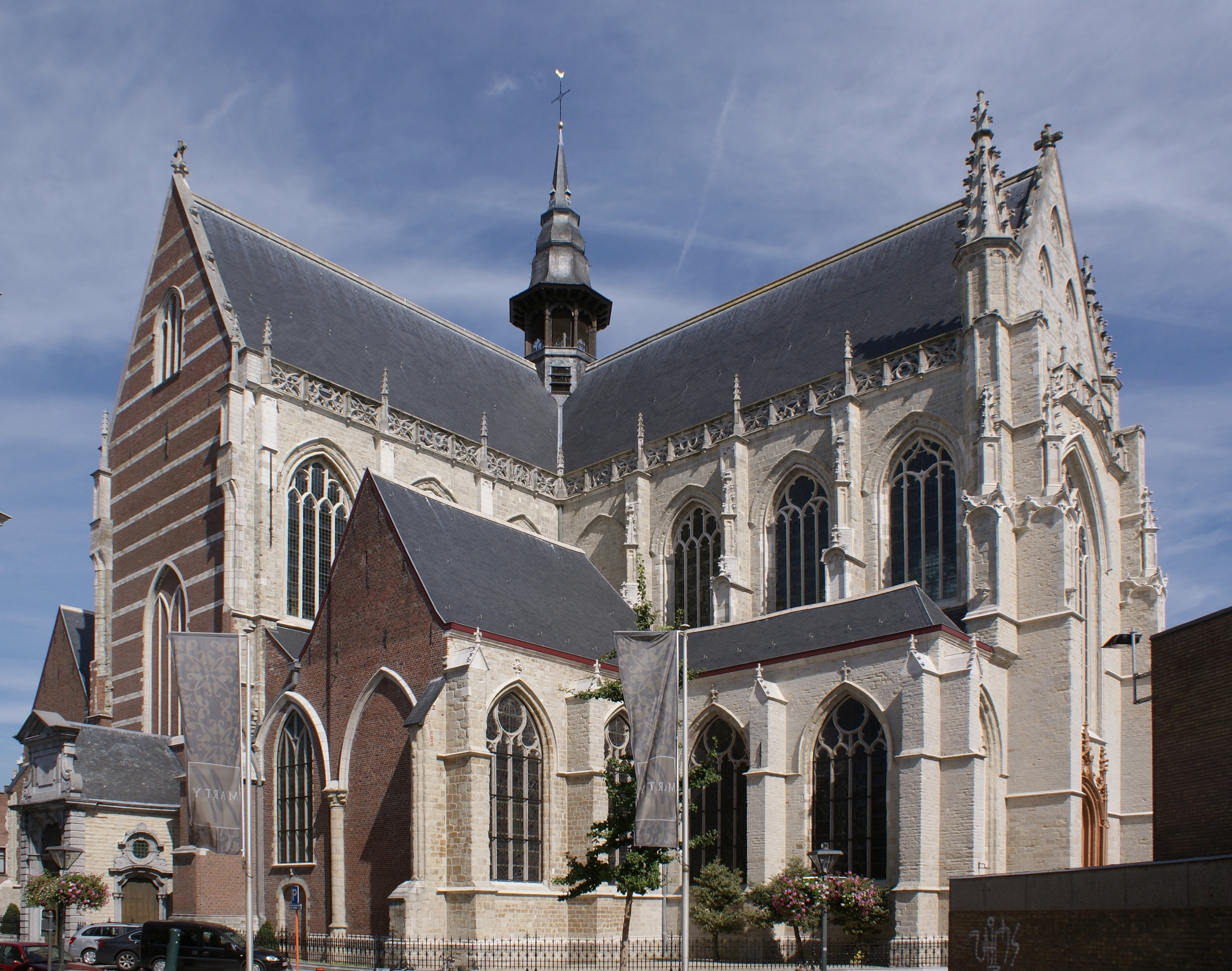
St. Martin (Aalst)

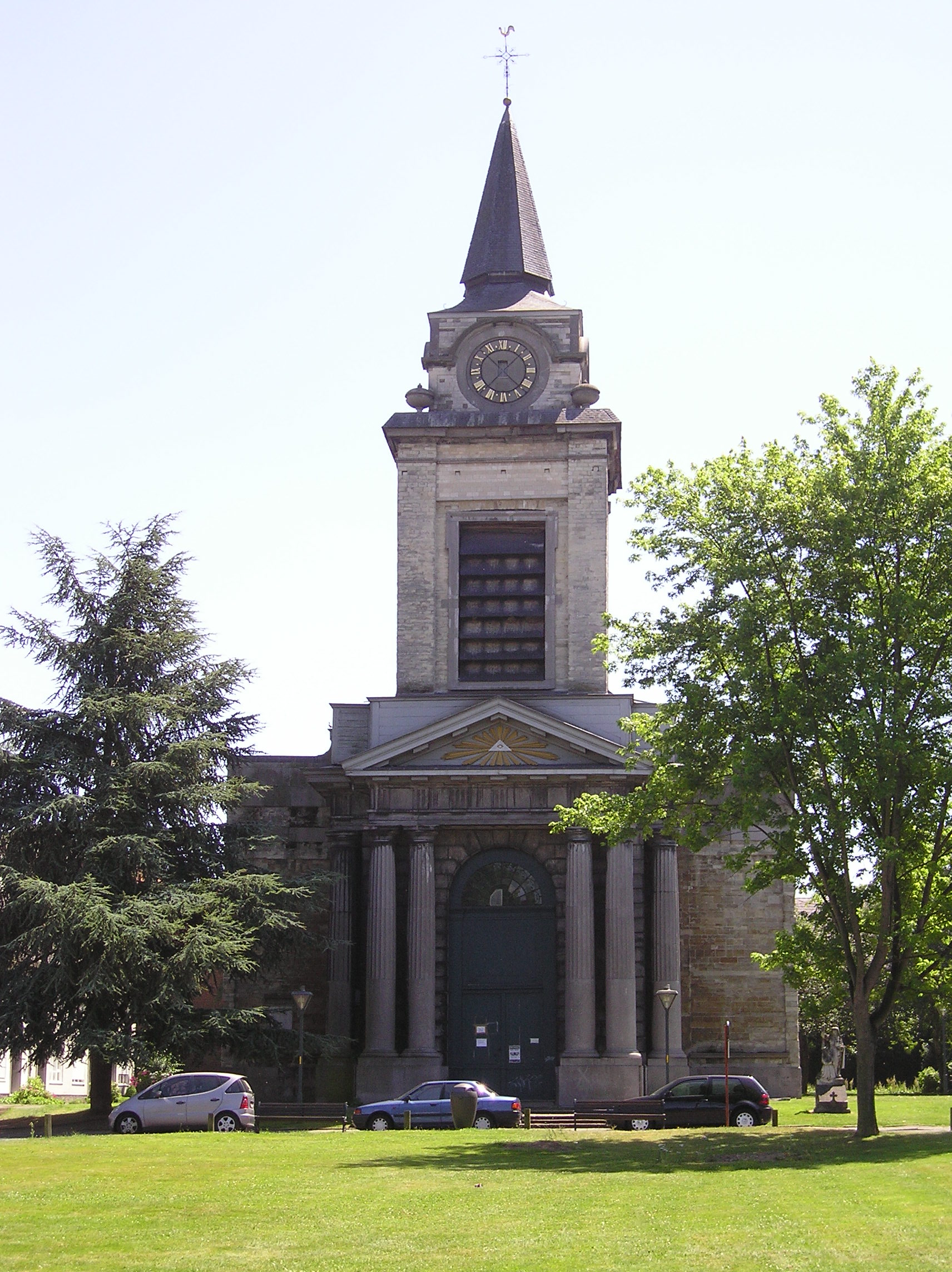
Die Beginenhofkirche

- Die spätgotische Martinskirche (1480–1566) sollte ursprünglich Kathedralkirche für das Land von Aalst werden. Wegen fehlender Mittel wurde das Langhaus der Kirche nur teilweise fertiggestellt. Sie wurde durch einen Brand im Jahr 1947 schwer beschädigt und danach wiederhergestellt. Die Kirche hat auch ein bedeutendes Tabernakel (1605) mit Skulpturen von Hieronymus Duquesnoy dem Älteren.

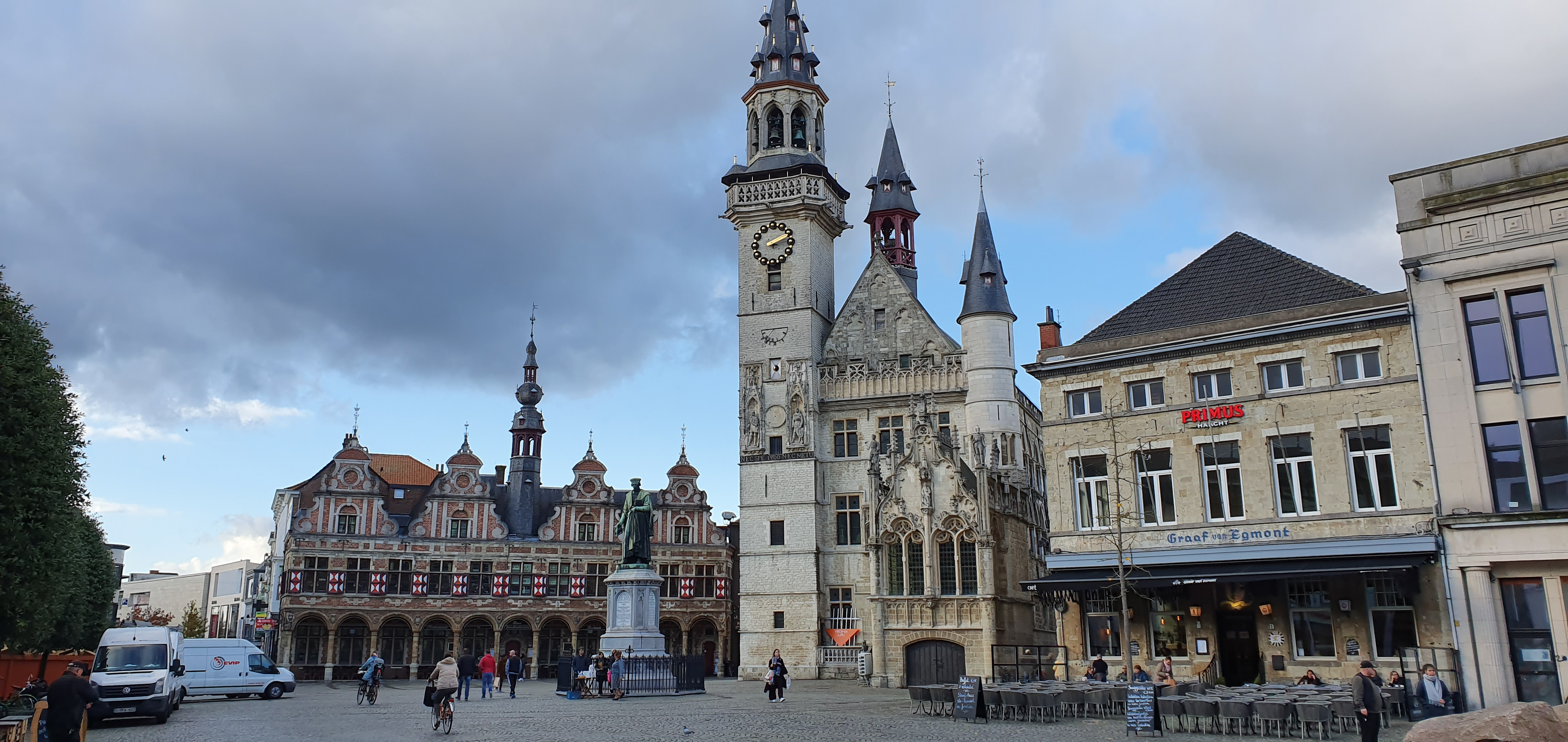
Der „Tettentoeren“

- Das ehemalige Rathaus bzw. Schöffenhaus (Schepenhuis), mit dessen Errichtung bereits Anfang des 13. Jahrhunderts begonnen wurde, ist das älteste Belgiens. Dort werden bis ins 12. Jahrhundert zurückdatierende Manuskripte aufbewahrt. Nach der Zerstörung durch einen Brand (1360) wurde das Rathaus bald renoviert, ebenso nach einem weiteren Brand im Jahr 1879. Zu ihm gehört auch der schöne Belfried (1466), der ein Carillon mit 52 Glocken enthält. Im Aalster Dialekt spricht man von Den Tettentoeren – dem „Tittenturm“. Der ursprüngliche Belfried stammte aus dem 13. Jahrhundert, der heutige Belfried ist größtenteils auf das 15. Jahrhundert zurückzuführen. Er gehört zusammen mit dem Rathaus seit 1999 zum UNESCO-Welterbe „Belfriede in Belgien und Frankreich“.
- Auf dem großen Markt steht die 1630 erbaute sog. Amsterdamer Börse.
- Der Aalster Beginenhof
- Das Rathaus
- Das Landhaus
- Das Alt-Hospital (Museum)
- Das St. Josefskolleg
- Die St. Josefskirche
- Die übrigen Aalster Stadtkirchen: Heiligherzkirche (1928) en Liebfrauenbeistandskirche; Kirche von Mijlbeek (1902).
- Das Kastell Terlinden

### Natur und Erholung
- Der Aalster Stadtpark im Süden geht direkt in das Naturgebiet Osbroek über.
- Das Denderufer, dem mit dem Fahrrad gut zu folgen ist.

## Kultur

### Kulturereignisse
- Karneval: Karnevalssonntag, an dem auch der Umzug stattfindet, bis Aschermittwoch;
- Winterkirmes: Eröffnung am Freitag des Wochenendes vor Karneval und endend am Sonntag nach Karneval;
- Jahrmarkt am Martinstag (11. November);
- Parkkonzerte jeden Montagabend im Juli und August;
- Criterium: Am Montag nach dem Ende der Tour de France;
- Weihnachtsmarkt: Vom 19. bis 26. Dezember auf dem Holzmarkt.

### Fehde mit Dendermonde
Aalst ist vor allem bekannt als Karnevalshochburg in Flandern und für seine ewige und vor allem karnevalistisch ausgetragene Fehde mit der Nachbarstadt Dendermonde. Wiederkehrende Themen dieser Fehde umfassen sowohl die Rechte am Dendermonder Ross Bayard als auch jene am Schwarzen Mann (nl. Zwarte Man), gemeint ist das Standbild Dirk Martens auf dem großen Markt von Aalst. Dirk Martens druckte das erste Buch mithilfe von beweglichen Lettern in den südlichen Niederlanden. Er war mit Erasmus von Rotterdam befreundet. 2018 wurde erstmals eine Person mit Behinderung als Karnevalsprinz gewählt.

### Antisemitismus bei Karnevalsumzügen
Im Rahmen des Karnevalsumzugs 2019 wurden überlebensgroße Puppen zur Schau gestellt, die in stereotypischer und antisemitischer Weise Juden abbilden sollten.
Für den Karnevalsumzug 2020 gestaltete dieselbe Gruppe, die für die Puppen des Vorjahres verantwortlich war, antisemitische Karikaturen. Christoph D’Haese (Nieuw-Vlaamse Alliantie), der Bürgermeister von Aalst, wollte die Puppen und die Karikaturen nicht verurteilen und sagte, die Satirefreiheit müsse bewahrt werden. Er wolle kein „Zensur-Bürgermeister“ sein. Im Dezember 2019 strich die UNESCO den Straßenkarneval auf Bitte der Stadt von der Liste des immateriellen Kulturerbes. Zur Begründung hieß es, in den vergangenen Jahren hätten wiederholt Festwagen mit rassistischen und antisemitischen Darstellungen am Straßenkarneval in der belgischen Stadt teilgenommen. Dies sei weder mit den Grundprinzipien des Übereinkommens zur Erhaltung des immateriellen Kulturerbes noch mit den in ihrer Charta niedergelegten Werten vereinbar.
Der Straßenkarneval 2020 fand ungeachtet der israelischen Proteste erneut mit antisemitischen Darstellungen statt. Zu sehen waren unter anderem Karikaturen orthodoxer Juden, zwischen denen Goldbarren liegen, sowie als orthodoxe Juden verkleidete Teilnehmer. Die beiden besonders kritisierten Figuren aus dem Vorjahr, die laut Süddeutsche Zeitung wie Karikaturen aus dem Stürmer wirkten, waren diesmal ohne Ratten auf ihren Schultern zu sehen. Ein Stadtratsmitglied hatte 2000 Buttons verteilt, die einen unzweideutigen Davidstern zeigten, sich jedoch darauf berufen, nur „ein bisschen mit dem Aalster Stadtlogo gespielt“ zu haben. Der diesjährige Aalst-Karneval sei „eine Schande“, sagte Joël Rubinfeld, Präsident der Belgischen Liga gegen Antisemitismus, der selbst vor Ort war. Er habe dort Hakennasen gesehen und die Darstellung der Klagemauer, als sei sie mit Goldbarren erbaut. Die EU-Kommission wurde aufgefordert, ein Strafverfahren nach Artikel 7 der EU-Verträge gegen das Land einzuleiten.

### Der Aalster Spottname
Aalster werden spöttisch gerne Zwiebel genannt (niederl. Ajuin, im Aalsterischen Ajoin), das ist in ganz Flandern bekannt. Eigentlich kann man selbst kaum noch von einem Spottnamen sprechen, denn das Wort ist mittlerweile zur allgegenwärtigen (Selbst-)Bezeichnung für Einwohner von Aalst geworden. Dass sich die Aalster selbst niemals sehr am Spott der Dendermonder störten, zeigt die Tatsache, dass sie auch viel über sich selbst lachen können und ihren Spottnamen nicht nur als Zierrat betrachten, sondern auch noch stolz auf ihn sind. Bereits in einem Umzug im Jahre 1890 bildeten die Aalster ihre Stadt stolz als eine Zwiebel ab.
Der Ursprung der Bezeichnung Zwiebel ist im 19. Jahrhundert zu finden, als in Aalst und der unmittelbaren Umgebung der Zwiebelanbau enorm florierte. Neben dem großen Hopfenmarkt bestand früher auch ein weithin bekannter Zwiebelmarkt.

### Sport
Aalst hat zwei Sportvereine, die in der ersten Liga spielten oder spielen: Den Basketballverein Okapi Aalstar (nun erste Klasse der Ethias League) und den Fußballverein Eendracht Aalst (Eintracht Aalst), der aktuell (Saison 2022/23) in der 2. Division Amateure (Flandern A), der vierthöchsten Liga, spielt. Okapi Aalstar spielt im Generali Forum, während Eendracht Aalst seine Wettkämpfe im Pierre Cornelis Stadion austrägt. Darüber hinaus gibt es den Volleyballclub VK Aalst, der in den 1960er Jahren gegründet wurde und 2010 in der ersten Liga spielte.

## Demografie
Quellen: NIS und Stadt Aalst
Anmerkungen: 1806–1970 Volkszählungen; ab 1977 Einwohnerzahl zum 1. Januar
1971: Gebietsaustausch mit Erembodegem
1977: Eingemeindung von Baardegem, Erembodegem, Gijzegem, Herdersem, Hofstade, Meldert, Moorsel und Nieuwerkerken

## Wirtschaft und Verkehr
Wichtigster Wirtschaftsfaktor der Stadt ist die Textilindustrie und Schuhe. Daneben ist sie Zentrum der belgischen Schnittblumenzucht und ein Hopfenmarkt mit Brauereien.
1962 errichtete Honda Belgium SA ein Produktionswerk in Aalst, das seinerzeit die erste Produktionseinheit von Honda außerhalb Japans war.
Am Bahnhof Aalst verkehren täglich ungefähr 240 Züge. Es existieren Intercity-Verbindungen nach Brüssel und Gent sowie Regionalverkehr nach Geraardsbergen und Zottegem.

## Bildung
In Aalst gibt es eine technische Schule und ein Jesuitenseminar.

## Politik

### Stadtrat
- PVDA: 1
- Vooruit: 7
- Groen: 2
- Open VLD: 3
- CD&V: 6
- N-VA: 16
- VB: 10

Nach der Wahl wurde eine Mitte-Rechts Koalition aus NVA, CD&V und OpenVLD eingengen. Sie verfügen über 25 der 45 Sitze.
- PVDA: 1
- Vooruit: 34
- Groen: 11
- Open VLD: 36
- CD&V: 29
- CD&V - NVA: 9
- N-VA: 49
- VB: 37
- Sonst.: 7

Sonstige = BLAUW (5) + Lijst A (2) 

Mögliche Koalitionen wären : 

NVA, CD&V und OpenVLD mit 115 Sitzen. 

NVA, OpenVLD und Vooruit mit 119 Sitzen und : die gleiche wie nach der Parlamentswahl Flandern 

NVA, Vooruit und CD&V mit 113 Sitzen. 

Theoretisch würden noch andere gehen, das sind/wären vermutlich die realistischten.

### Bürgermeister
| Amtszeit  | Name                                         | Politische Richtung          |
| --------- | -------------------------------------------- | ---------------------------- |
| 1830–1833 | Jozef De Wolf                                | Katholisch                   |
| 1833–1848 | Frederik Van Der Noot                        | Katholisch                   |
| 1848–1867 | Guillaume De Geest                           | Liberal                      |
| 1867–1871 | Alexander Van Langenhove                     | Liberal                      |
| 1871–1896 | Victor van Wambeke                           | Katholische Partei           |
| 1896–1914 | Michel Gheeraerdts                           | Katholische Partei           |
| 1914–1918 | Jaak Van Den Bergh                           | Katholische Partei           |
| 1919      | Michel Geeraerdts                            | Katholische Partei           |
| 1919–1925 | Felix De Hert                                | Katholische Partei           |
| 1925      | Eugeen Bosteels                              | Katholische Partei           |
| 1925      | Karel Leopold Van Opdenbosch (kommissarisch) | Daensist                     |
| 1925–1932 | Romain Moyersoen                             | Katholische Partei           |
| 1933–1940 | Alfred Nichels                               | BWP                          |
| 1940–1944 | Victor Bocque                                | Flämischer Nationalist       |
| 1944–1947 | Alfred Nichels                               | BWP                          |
| 1947–1952 | Jozef Borremans                              | Katholisch (CVP)             |
| 1952–1956 | Oscar Debunne                                | Sozialistisch (BSP)          |
| 1956–1971 | Frans Blanckaert                             | BSP                          |
| 1971–1976 | Marcel De Bisschop                           | Katholisch (CVP)             |
| 1976–1982 | Louis D'Haeseleer                            | Liberal (PVV)                |
| 1982–1987 | Raymond Uyttersprot                          | Katholisch (CVP)             |
| 1987–1988 | Maurice De Kerpel                            | Katholisch (CVP)             |
| 1988–2006 | Annie De Maght                               | Liberal (VLD)                |
| 2007–2012 | Ilse Uyttersprot                             | CD&V                         |
| 2013–     | Christophe D’Haese                           | N-VA (Neu-Flämische Allianz) |

### Aalster Politiker
- Ludovic Moyersoen (1904–1992)
- Sarah Smeyers (1980)
- Jurgen Ceder (1963)
- Nele Jansegers (1965)
- Luc Van den Bossche (1947)

## Persönlichkeiten

### Söhne und Töchter der Stadt

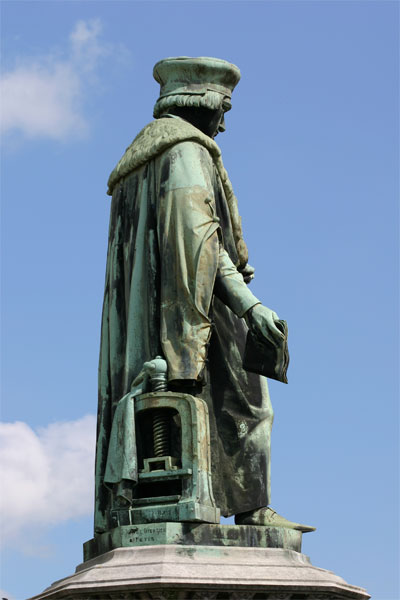
Dirk Martens

- Dirk Martens (ca. 1446–1534), der erste Buchdrucker der südlichen Niederlande
- Pieter Coecke van Aelst (1502–1550), Maler, Wandteppichentwerfer
- Arnoldus Mermannus (ca. 1520–1578) (auch Alostanus), lehrte in Löwen, Theologe,
- Adolf Daens (1839–1907), Priester, Politiker
- Valerius De Saedeleer (1867–1941), Maler
- Franz Cumont (1868–1947), Archäologe, Historiker
- Edward E. De Beer (1911–1994), Bauingenieur
- Louis Paul Boon (1912–1979), flämischer Schriftsteller und Journalist
- Elvire De Bruyn (auch Willem Debruyne) (1914–1989), Radrennfahrerin
- Marcel De Grève (1922–2002), Romanist, Literaturhistoriker und Hochschullehrer
- Herman Le Compte (1929–2008), Mediziner, Gerontologe
- Karel Vinck (* 1938), Geschäftsmann
- Théo Herckenrath (1941–1971), Radrennfahrer
- Jan De Wilde (* 1944), Sänger, Musiker
- Luc Van den Bossche (* 1947), Politiker
- Wilfried Wesemael (* 1950), Radrennfahrer
- Maurits De Schrijver (* 1951), Fußballspieler und -trainer
- Patrick Lerno (1956–2008), Radsportler
- Anne-Marie Van Nuffel (* 1956), Mittelstreckenläuferin
- Carel Kraayenhof (* 1958), Bandoneonspieler
- Luc Luycx (* 1958), Designer von Münzen
- Ronny Van Holen (* 1959), Radrennfahrer
- Kris Goessens (1967–2013), Jazzpianist
- Carla Galle (1948–2022), Schwimmerin und Politikerin
- Dirk De Wolf (* 1961), Radsportler und Teammanager
- Patrick Van Goethem (* 1969), Countertenor
- Geert De Vlieger (* 1971), Fußballtorhüter
- Dimitri Verhulst (* 1972), Schriftsteller
- Sabine Appelmans (* 1972), Tennisstar
- Tjörven De Brul (* 1973), Fußballspieler
- Peter Van der Heyden (* 1976), Fußballspieler
- Saraswati Matthieu (* 1981), Politikerin
- Kevin Van Impe (* 1981), Radrennfahrer
- Steven De Petter (* 1985), Fußballspieler
- Diederick Schelfout (* 1985), Radsportler
- Tom Van Asbroeck (* 1990), Radsportler
- Aimé De Gendt (* 1994), Radsportler
- Laurens De Plus (* 1995), Radsportler
- Ayco Bastiaens (* 1996), Radrennfahrer
- Rune Herregodts (* 1998), Radsportler
- Remco Evenepoel (* 2000), Radsportler
- Thibo Baeten (* 2002), Fußballspieler
- Malick Fofana (* 2005), Fußballspieler

### Personen, die mit dem Ort in Verbindung stehen
- Pedro Brugada (* 1952), Kardiologe, arbeitet als Professor für Kardiologie am Onze-Lieve-Vrouwziekenhuis in Aalst.
- Rudy Dhaenens (1961–1998), Radrennfahrer, verunglückte bei der Übertragung eines Radrennens tödlich.
- Rinus Michels (1928–2005), niederländischer Fußballspieler und -trainer, starb 2005 in Aalst.
- Johan Vandewalle (* 1960), Orientalist, leitet in Aalst einen Verein für Orientalistik, Beratungen über fremde Kulturen und Sprachunterricht.

### Ehrenbürger
- Valerius De Saedeleer (1867–1941), Kunstmaler; Ehrenbürger seit 1933
- Captain Bill Fairbairn (1908), alliierter Offizier, der bei der Befreiung von Aalst als erster mit der Stadtverwaltung in Kontakt kam; Ehrenbürger seit 17. April 1945
- Alfred Kelders (1874–1956), vormaliger Festdirektor des Festkomitees; Ehrenbürger seit 17. April 1950
- Z.E.H. Kanunnik Michaël Ghijs (1933–2008), Chorleiter der Schola Cantorum Cantate Domino des St. Martinsinstituts in Aalst, Ehrenbürger seit 26. Januar 2004
- Louis Paul Boon (1912–1979), Schriftsteller und Maler; er verfasste 1971 eine Schrift über den ebenfalls zum Ehrenbürger berufenen Pieter Dans: Pieter Daens of hoe in de 19e eeuw de arbeiders van Aalst vochten tegen armoede en onrecht (Pieter Daens oder wie im 19. Jahrhundert die Arbeiter von Aalst gegen Armut und Unrecht kämpften), in der die Jahrhundertwende charakterisiert wird; damals schrieb Aalst auch ein Stück weit belgische politische Geschichte; Ehrenbürger seit 27. April 2004
- Adolf Daens (1837–1907), Priester und Galionsfigur des Daensismus; er verkörpert die soziale Geschichte der Stadt, der Umgebung, der Menschen und der Zeit; Ehrenbürger seit 29. Juni 2004
- Oscar Van Malder, Initiator und Ehrenvorsitzender der königlichen Kunstgruppe Alkuone; Ehrenbürger seit 27. November 2007
- Kamiel Sergant (1935), 40 Jahre Kaiserkarneval und Initiator von: „Menschen helfen Menschen“ (Mensen helpen Mensen); Ehrenbürger seit Februar 2009

## Partnerstädte
- Bulgarien: Gabrovo